# Économie des îles Caïmans

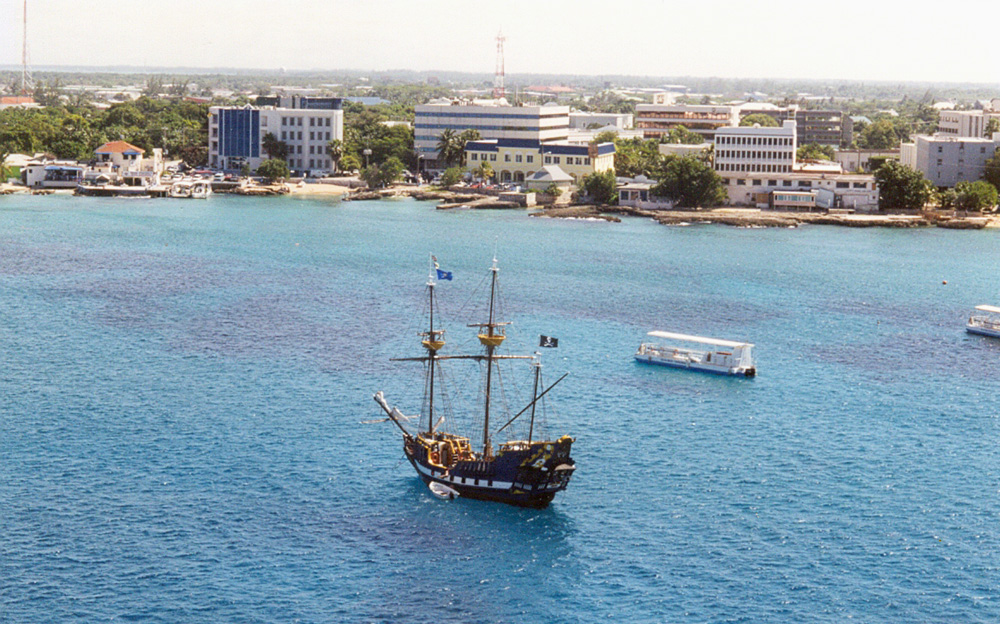
Vue du port de George Town

## Tourisme
Le tourisme est, d'après les dernières estimations de 1990, l'activité principale des îles Caïmans, avec un revenu annuel de 326 millions de dollars.
Selon les données de la banque mondiale, 2,3 millions de touristes ont visité les îles Caïmans en 2019.

## Secteur primaire
L'agriculture et l'élevage jouent un rôle secondaire, tandis que les activités liées à la mer sont encore assez développées.

## Activité fiscale
Le secteur le plus développé est le tertiaire. On trouve notamment un nombre très important d'établissements bancaires, du fait de la souplesse fiscale du pays.
Depuis 2002, le gouvernement a accentué la lutte contre l'évasion fiscale, dont la principale mesure est la collaboration en matière d'évasion fiscale avec les États-Unis. Aucune mesure sérieuse ne sera prise par la suite, notamment en matière de lutte contre le blanchiment d'argent ou de lutte contre la corruption.
N'étant pas un État souverain indépendant, ce territoire n'est pas sujet aux rapports de l'ONU ou d'autres organisations sur le crime organisé. Bien qu'aucun chiffre précis ne soit donc disponible, les Îles Caïmans sont aujourd'hui encore considérés comme un refuge financier privilégié par les organisations criminelles et des cartels d'Amérique du Sud.
En 2013, le secteur financier représente la moitié du PIB.
L'ONG Tax Justice Network dénonce le manque de transparence et de régulation des flux financiers. Le pays est réputé pour l'optimisation fiscale ou l'évasion fiscale.
En 2020, le Conseil européen retire les îles Caïmans de la liste noire des paradis fiscaux. À cette date, l'archipel compte 100 000 entreprises pour 62 000 habitants et les investissements étrangers entrants annuels représentent 150 % du PIB. Pour sortir de la liste noire, les îles Caïmans ont rendu obligatoire l’enregistrement et la surveillance des fonds. L'ONG Oxfam critique des « mesures cosmétiques », ayant un taux d'imposition à zéro.

## Imposition
Les îles Caïmans ne prélèvent pas d'impôts sur les entreprises. Le territoire est financé par la taxe de séjour payée par les touristes, la taxe sur les permis de travail des étrangers et les taxes douanières à l'importation.